# Abigail Mott
Abigail Lydia Moore Mott, più nota come Abigail Mott (New York, 6 agosto 1795 – New York, 4 settembre 1846), è stata una docente, attivista per i diritti umani statunitense; era una quacchera abolizionista, impegnata sul fronte dei diritti delle donne.

## Vita e formazione
Abigail Lydia Mott nacque il 6 agosto 1795 a Cow Bay, Long Island, New York. Era la quinta di sette figli di Adam e Ann Mott.
Frequentò la Nine Partners Boarding School nell'attuale Millbrook, nella contea di Dutchess, New York, fondata dal nonno James Mott e gestita dalla Società degli Amici. Anche i suoi fratelli frequentarono la Nine Partners Boarding School. Abigail seguì le orme dei suoi fratelli e sorelle nel 1811 e divenne assistente dell'insegnante presso la Nine Partners Boarding School.
I fratelli di Abigail erano James Mott, sposato con la riformatrice quacchera Lucretia Mott, e Richard Mott. Suo zio, Richard Mott, era un noto ministro quacchero.

## Matrimonio e famiglia
Sposò Lindley Murray Moore il 19 agosto 1813 e si trasferì quell'anno a Rahway, nel New Jersey. Il figlio Edward Mott Moore, che divenne medico, nacque il 15 luglio 1814 a Rahway, New Jersey. Morì il 3 marzo 1902 a Rochester, New York. Gilbert Hicks Moore nacque nel 1816 e morì nel 1868. La loro figlia Ann Mott Moore nacque nel 1818. Il figlio Lindley Murray Moore Jr. morì il 31 dicembre 1846 di tubercolosi.
Dopo aver vissuto e lavorato nell'area di New York City, i Moore si trasferirono a Rochester, New York, nel 1830. L'anno successivo acquistarono una fattoria e vi costruirono una casa a due piani in Stile Greek Revival. Dal novembre 1836, Moore e sua moglie erano membri della Riunione Trimestrale Ortodossa di Farmington.
Mentre insegnava alla Boarding School, Abigail incontrò e si innamorò del collega Lindley Murray Moore. I due si trasferirono a Rahway, nel New Jersey, per avviare una propria scuola quacchera e si sposarono nel 1813. Nel novembre 1815, la coppia si trasferì a New York ed ebbe il primo figlio Edward Mott Moore. Abigail diede alla luce otto figli, ma solo cinque di essi superarono l'età di tre anni. I problemi di denaro portarono Abigail e la sua famiglia a trasferirsi a Rochester. Costruirono una casa a due piani e iniziarono una nuova vita da agricoltori.
Cresciuta come quacchera, in seguito divenne unitariana. Fu amica di Susan B. Anthony e il figlio della Mott, il dottor Edward Mott Moore, fu il suo medico.

## Educatrice
Mott e suo marito, Lindley Murray Moore, gestirono per diversi anni una scuola quacchera a Rahway, nel New Jersey. Nel 1815 diressero una scuola a Pearl Street, a New York, amministrata dalla Riunione mensile degli Amici. Nella primavera del 1821 aprirono un collegio per ragazzi a Flushing e nel 1827 la scuola fu trasferita a Westchester Village, New York. Lindley acquistò una fattoria di 170 acri nell'attuale Rochester, New York. Nel 1836 vendette la fattoria e perse tutte le sue proprietà. Tornò a insegnare alla scuola superiore di Rochester.

## Vita da attivista
Abigail e suo marito furono entrambi insegnanti presso la Nine Partners Boarding School e continuarono a insegnare anche dopo aver lasciato la scuola. Nel 1815, mentre si trovavano a New York, Abigail e suo marito si occuparono di una scuola gestita dalla Riunione mensile degli Amici. Nel 1820, i tagli agli stipendi costrinsero Abigail e Lindley a trasferirsi e ad aprire un collegio per ragazzi prima a Flushing e poi nel Westchester Village, New York. Nel 1831 scelsero di ritirarsi come insegnanti e di iniziare una nuova vita come agricoltori. Il tempo extra portò la coppia a impegnarsi maggiormente nel movimento antischiavista. Nel 1836, Abigail partecipò alla riunione trimestrale di Farmington, insieme alla cognata Lucretia Mott. Il gruppo aveva una forte prospettiva abolizionista e durante quella particolare riunione Abigail era l'addetta alla firma della riunione delle donne. Dopo che un bambino orfano fu trovato a vagare per Rochester, Abigail si unì ad altre donne di Rochester e creò il Rochester Orphan's Asylum nel 1837. Abigail e Lindley, insieme ad altre abolizioniste, fondarono una delle prime società antischiaviste di Rochester, la Rochester Anti-Slavery Society, nel 1838.

## Morte
Il 4 settembre 1846 Abigail Mott morì di tubercolosi. Lindley si ritirò verso il 1850 e andò a vivere con il figlio Edward Mott Moore a Rochester. Lindley morì il 14 agosto 1871. Al momento della sua morte era viva la figlia Ann M. Haines di Buffalo, New York.

## Opere pubblicate
Abigail Mott ha scritto:
- Schizzi biografici e aneddoti interessanti di persone di colore, M. Day, New York, 1826[20]
- Osservazioni sull'importanza dell'istruzione femminile, Mahlon Day, New York, 1827 - con James Mott[21]
- Cenni biografici e aneddoti interessanti di persone di colore, a cui si aggiunge una selezione di brani poetici, Mahlon Day, New-York, 1837[22]
- La madre e i suoi figli: o, conversazione di Twilight, Mahlon Day and Co., New York, 1841[23]
- Narrazioni di americani di colore, Academic Affairs Library, University of North Carolina at Chapel Hill, 1999[23]

## Osservazioni
1. ↑  Si dice anche che abbiano aperto la scuola di Flushing nel 1820.[14]